# Vezér Antal
Vezér Antal, Werner (1922. február 24. – 1986. szeptember 19.) válogatott labdarúgó, csatár, balszélső. A sportsajtóban Vezér II néven volt ismert.

## Pályafutása

### Klubcsapatban
A Pécsi VSK labdarúgója volt. Alacsony termetű, gyors, bátor játékos volt, akinek a magasabb védőkkel szemben volt nehezebb felvenni a küzdelmet.

### A válogatottban
1947-ben egy alkalommal szerepelt a válogatottban.

## Statisztika

### Mérkőzése a válogatottban
| Magyarország | Magyarország     | Magyarország              | Magyarország | Magyarország | Magyarország | Magyarország | Magyarország | Magyarország |
| #            | Dátum            | Helyszín                  | Hazai        | Eredmény     | Vendég       | Kiírás       | Gólok        | Esemény      |
| ------------ | ---------------- | ------------------------- | ------------ | ------------ | ------------ | ------------ | ------------ | ------------ |
| 1.           | 1947. június 29. | Belgrád, Partizan Stadion | Jugoszlávia  | 2 – 3        | Magyarország | Balkán-kupa  | -            | 68'          |
|              | Összesen         |                           |              | 1            | mérkőzés     |              | 0            | gól          |